# 埃爾倫巴赫河
50°3′36.54″N 9°13′26.90″E / 50.0601500°N 9.2241389°E

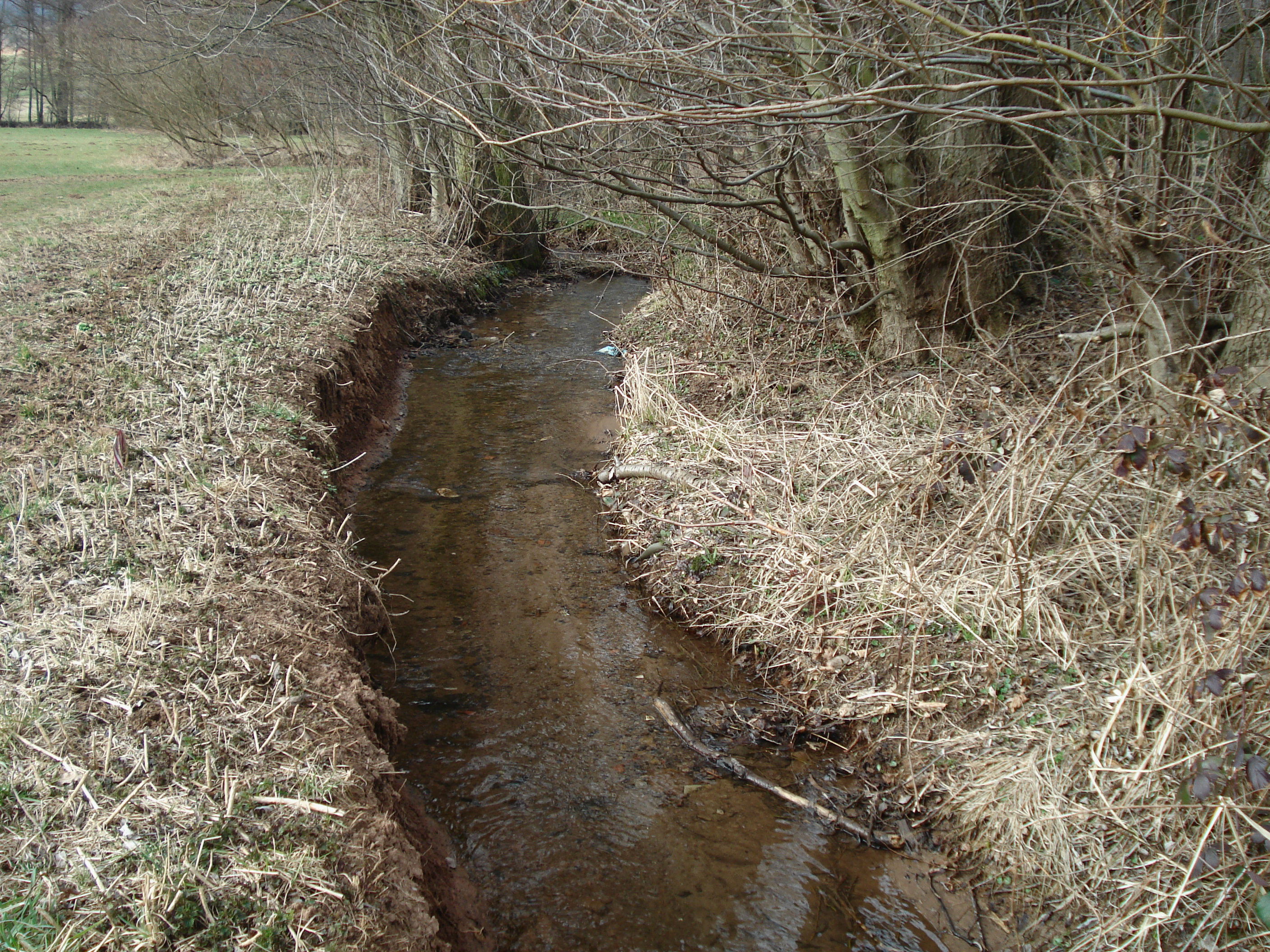

埃爾倫巴赫河（德語：Erlenbach），是德國的河流，位於該國東南部，由巴伐利亞負責管轄，屬於卡爾河的左支流，河道全長1.6公里，流域面積1.9平方公里。